# اما تساطوریان
اما آقابکی تساطوریان (ارمنی: Էմմա Աղաբեկի Ծատուրյան؛  زادهٔ ۲۸ اکتبر ۱۹۲۰ -  درگذشته ۲۳ دسامبر ۱۹۹۶) موسیقی‌دان اهل ارمنستان بود.

## زندگی‌نامه
وی در ۲۸ اکتبر ۱۹۲۰ در باکو به دنیا آمد و از کنسرواتوار دولتی کومیتاس ایروان فارغ‌التحصیل گشت. وی همچنین برنده جوایزی همچون چهره هنری شایسته جمهوری ارمنستان، هنرمند مردمی ارمنستان شوروی، چهره هنری شایسته ارمنستان شوروی و جایزه دولتی ارمنستان شوروی شد. وی در ۲۳ دسامبر ۱۹۹۶ در سن ۷۶ سالگی در کی‌یف درگذشت.

## نگارخانه

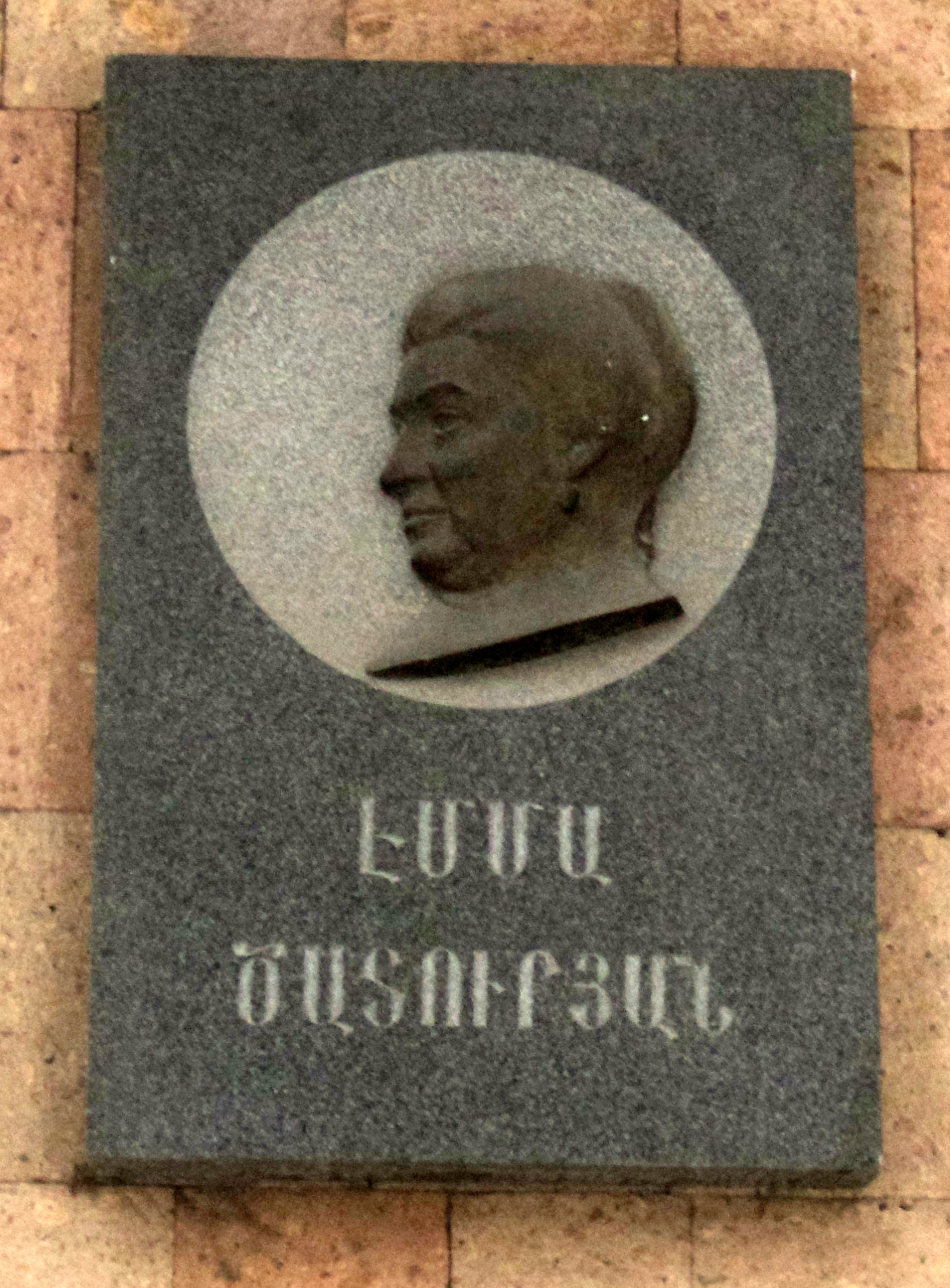